# Cutina
La cutina es una macromolécula componente principal de la cutícula de las plantas terrestres. Es un polímero formado por muchos ácidos grasos de cadena larga, que están unidos unos a otros por uniones éster, creando una red rígida tridimensional. 
La cutina está formada por ácidos grasos 16:0 y 18:1 (es decir, de 16 carbonos sin dobles enlaces, y de 18 carbonos con un doble enlace cis). La cadena puede tener grupos hidroxilo o epóxido, interiormente o en el extremo opuesto al grupo carboxilo. 
La cutina es formada y segregada por las células de la epidermis.